# Diacantha seminigra
Diacantha seminigra là một loài bọ cánh cứng trong họ Chrysomelidae. Loài này được Allard miêu tả khoa học năm 1888.